# London Eye
Il London Eye (in italiano Occhio di Londra), anche noto come Millennium Wheel (in italiano Ruota del Millennio), è una ruota panoramica situata sulla riva sud del Tamigi tra il Ponte di Westminster e l'Hungerford Bridge, a Londra.
Il suo nome ufficiale era originariamente British Airways London Eye, poi divenuto Merlin Entertainments London Eye, EDF Energy London Eye, Coca-Cola London Eye e, a partire da febbraio 2020, London Eye.

## Descrizione

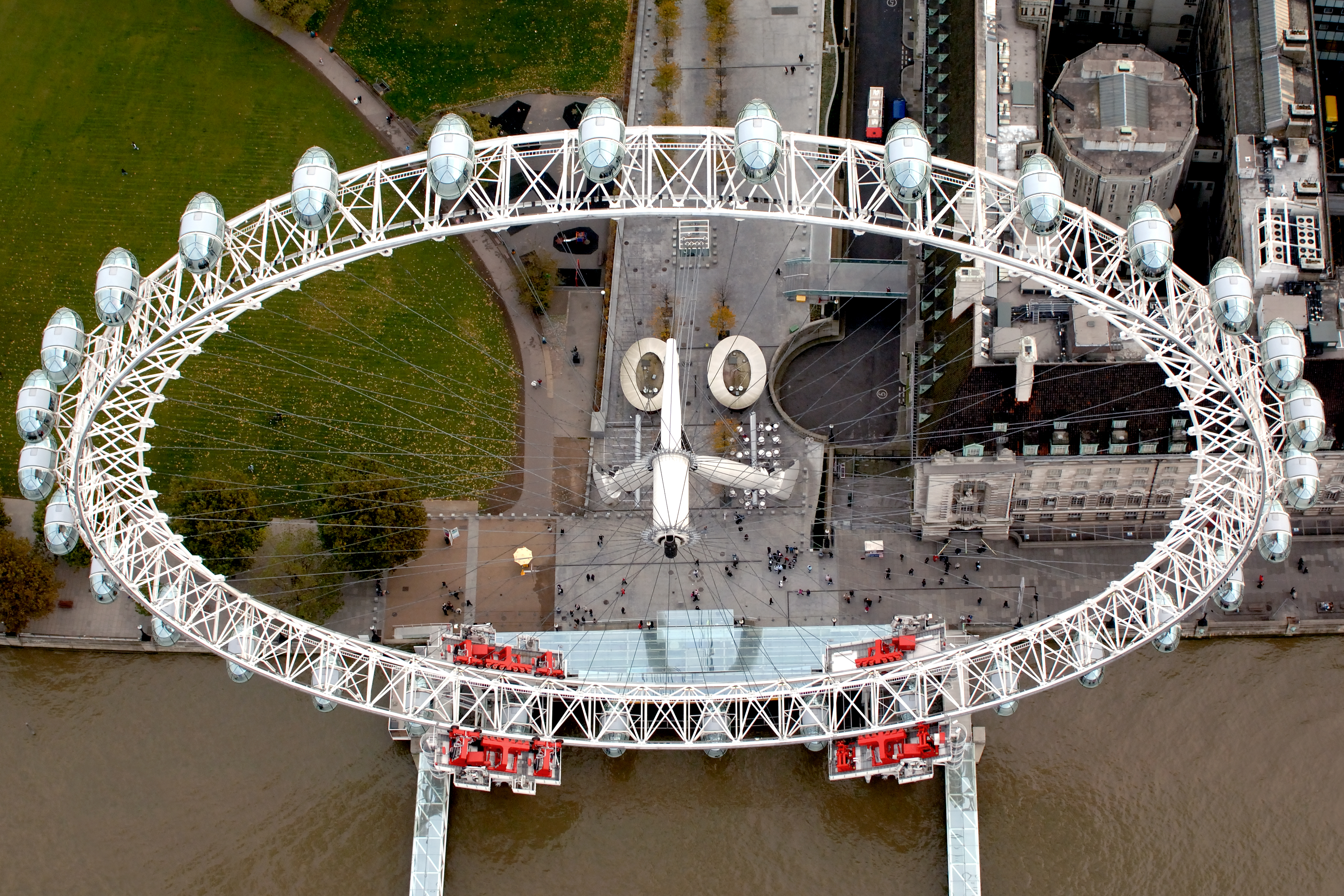
Vista aerea

La sua costruzione è iniziata nel 1998, ed è  terminata il 9 marzo 2000. Con i suoi 135 metri, era la ruota panoramica più alta del mondo ed è stata successivamente superata con la costruzione della Stella di Nanchang (Cina), aperta nel maggio del 2006 ed alta 160 m, quindi dal Singapore Flyer del 2008, alto 165 m ed infine dalla High Roller Observation Wheel di Las Vegas, alta 167,6 m. Tutte queste torri hanno una sospensione su entrambi i lati, al contrario del "cantilever" del London Eye. Il 22 ottobre 2021, a Dubai, viene inaugurata una ruota panoramica ancora più grande, alta 250 metri, la Dubai Eye, o Ain Dubai in arabo, dotata di 48 cabine passeggeri.
Le cabine del London Eye sono numerate da 1 a 33, ma sono solo 32 in quanto manca la cabina numero 13, in ossequio alla superstizione.
Il London Eye è stato il punto più alto di osservazione della città di Londra fino al sorpasso da parte della postazione di osservazione situata al 72º piano dello Shard (alto 245 m), aperta al pubblico dal 1º febbraio 2000. Questa ruota viene sostenuta da barre di collegamento che la fanno sembrare una grande ruota di bicicletta: viene infatti rappresentata così in un poster pubblicitario di una gara di biciclette di beneficenza.
Il London Eye è diventato l'attrazione a pagamento più popolare nel Regno Unito, con circa 3,5 milioni di visitatori all'anno. Inoltre ogni vigilia di Capodanno, allo scoccare della mezzanotte, dalla ruota vengono sparati i tradizionali fuochi d'artificio della capitale britannica. Il 5 giugno 2008 venne annunciato il raggiungimento dei 30 milioni di visitatori.

## Storia
L'inaugurazione venne tenuta dal Primo Ministro Tony Blair alle 20 del 31 dicembre 1999, ma fu aperta al pubblico solo nel marzo 2000 a causa di alcuni problemi tecnici. L'Eye viene fatta funzionare dalla Merlin Entertainments, era inizialmente sponsorizzata dalla British Airways e successivamente dalla EDF Energy e nel 2015 fu sponsorizzata dalla Coca-Cola.
Già dall'apertura ha rappresentato un punto di riferimento ed un'attrazione turistica. Fino a luglio 2002 circa 8,5 milioni di persone erano salite sull'Eye. Inizialmente l'autorizzazione era prevista per 5 anni, ma all'epoca il Lambeth Council concordò di rendere l'attrazione permanente.
Il 28 agosto 2003 David Blaine fece un giro completo di 30 minuti in piedi sopra una navicella per le prove come stuntman di Above the Below. Nell'agosto 2007 il London Eye venne temporaneamente ribattezzato The McCartney Eye, in concomitanza con l'uscita del DVD intitolato The McCartney Years.
L'illuminazione venne rifatta con luci LED colorate nel dicembre del 2006 dalla Color Kinetics, per permettere il controllo digitale delle luci al posto della sostituzione manuale del gel sui tubi fluorescenti.

### Controversia finanziaria
Inizialmente il Gruppo Tussauds, la British Airways e la famiglia di Marks Barfield (gli architetti principali) possedevano un terzo dell'Eye ciascuno. Il 25 maggio 2005 trapelò la notizia di una lettera con cui il Southbank Centre, ente proprietario di parte del terreno ad ovest dei Jubilee Gardens, su cui la struttura dell'Eye è collocata, imponeva la chiusura dell'attrazione e richiedeva un aumento dell'affitto da 65 mila sterline l'anno a 2,5 milioni, pretesa che venne respinta dagli operatori. Sempre il 25 maggio 2005 il sindaco di Londra Ken Livingstone promise che l'attrazione sarebbe rimasta a Londra e garantì che, nel caso in cui il conflitto non si fosse risolto, avrebbe utilizzato i suoi poteri per chiedere alla London Development Agency di emettere un ordine di acquisto obbligatorio. La terra in questione è una piccola parte dei Jubilee Gardens, che era stata venduta al Southbank Centre per la cifra simbolica di una sterlina quando il Greater London Council venne sciolto.
L'8 febbraio 2006, dopo un'analisi sulla disputa per l'affitto, il Southbank Centre e la British Airways si accordarono per un contratto di locazione di 25 anni. L'accordo prevedeva che il Southbank Centre, ente senza fini di lucro finanziato con soldi pubblici, avrebbe ricevuto almeno 500 mila sterline all'anno per l'attrazione, la cui presenza risultò così assicurata per l'immediato futuro. Anche il Gruppo Tussauds annunciò l'acquisizione delle quote dell'Eye di proprietà della British Airways e della famiglia Marks Barfield, insieme al debito con la BA. Questi accordi diedero a Tussauds il 100% di proprietà dell'Eye e risolsero il problema del debito originario con la British Airways per la costruzione.

## Galleria d'immagini

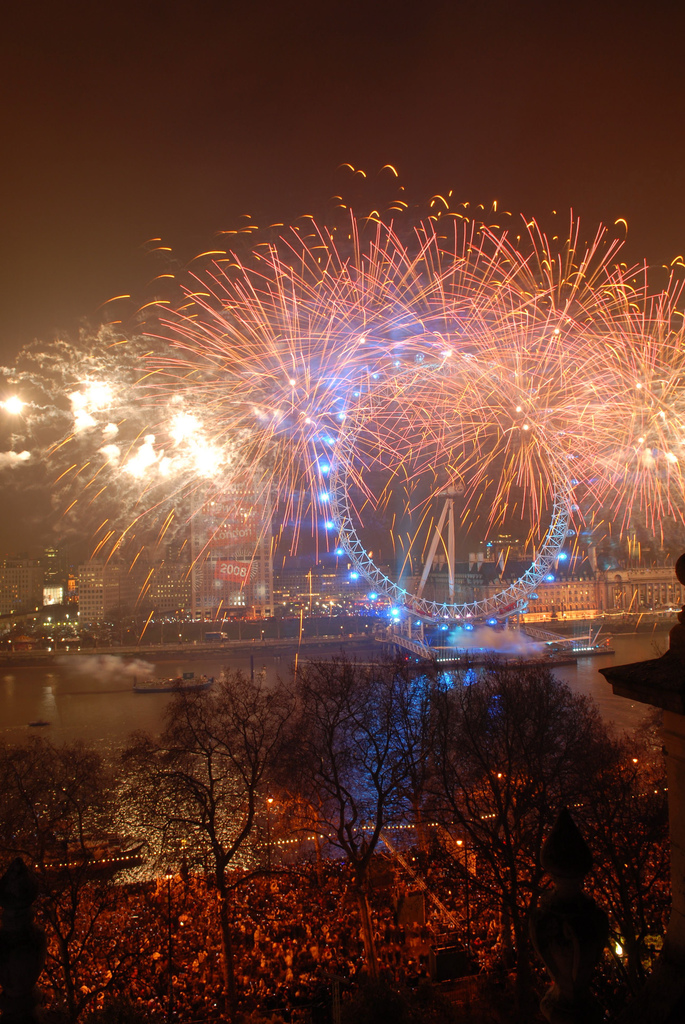
Il giorno 1º gennaio 2013.
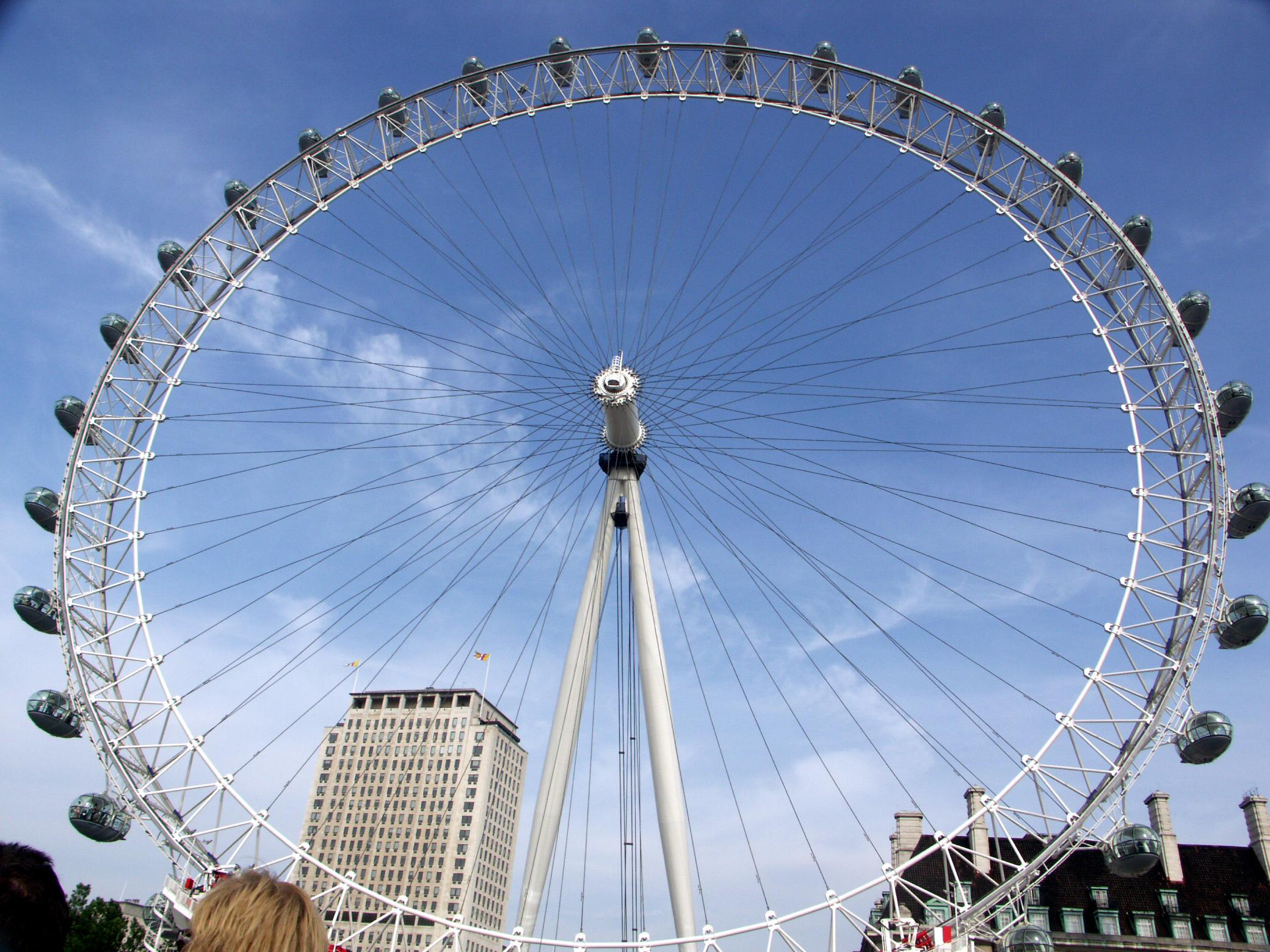
La somiglianza con la ruota di una bicicletta.
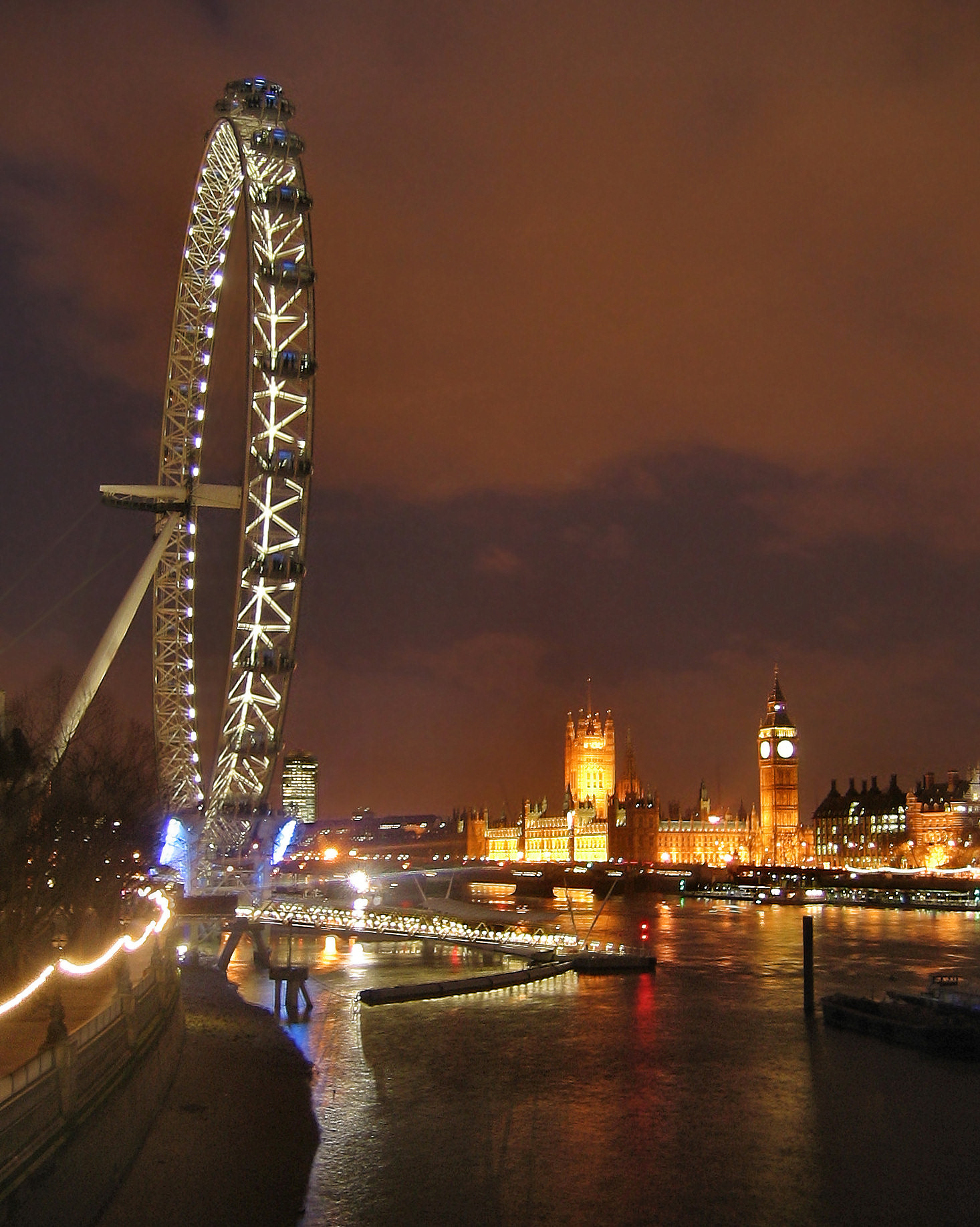
London Eye e il Palazzo di Westminster, dall'Hungerford Bridge.
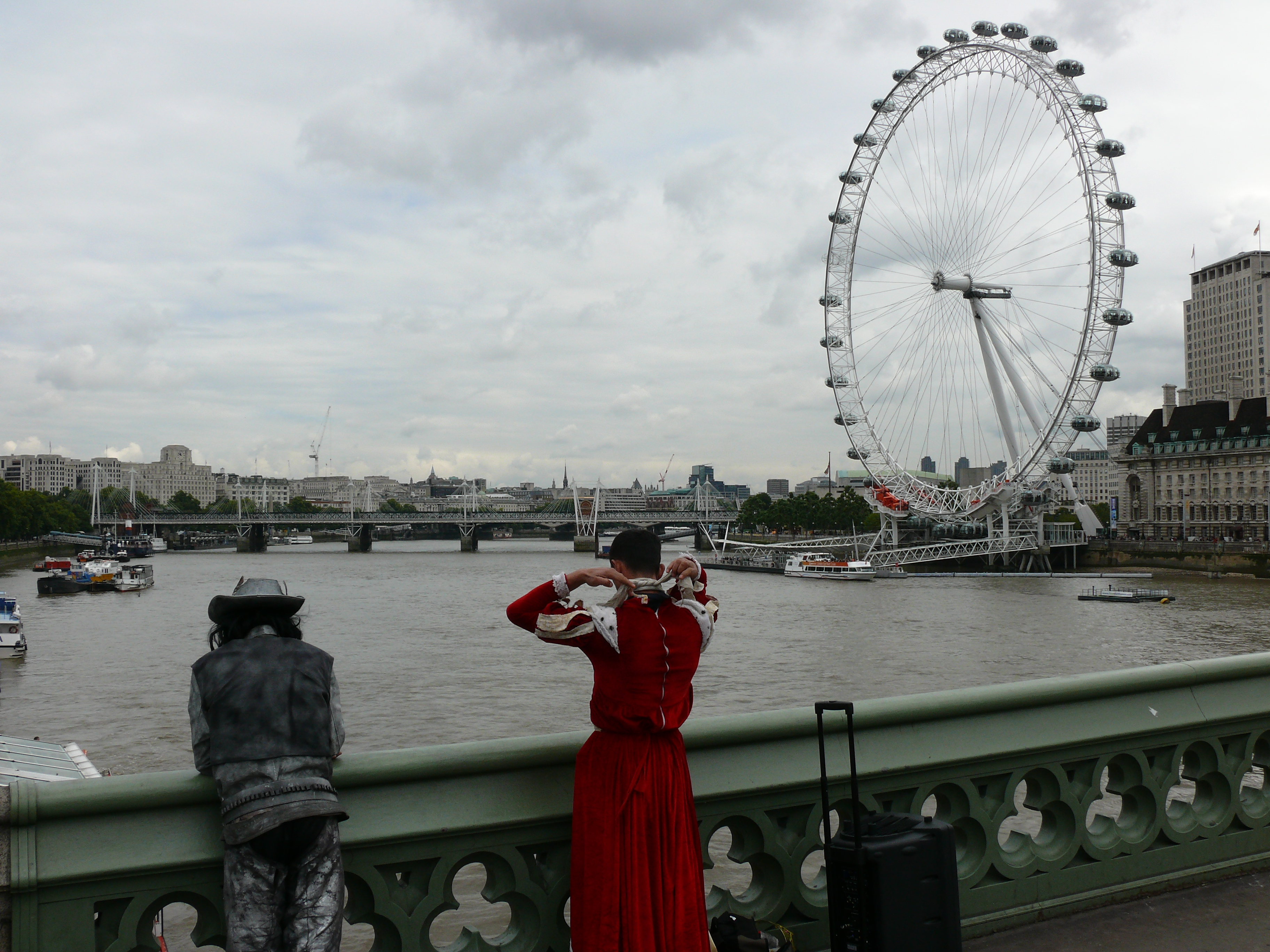
Artisti di strada sul Ponte di Westminster con il London Eye sullo sfondo.
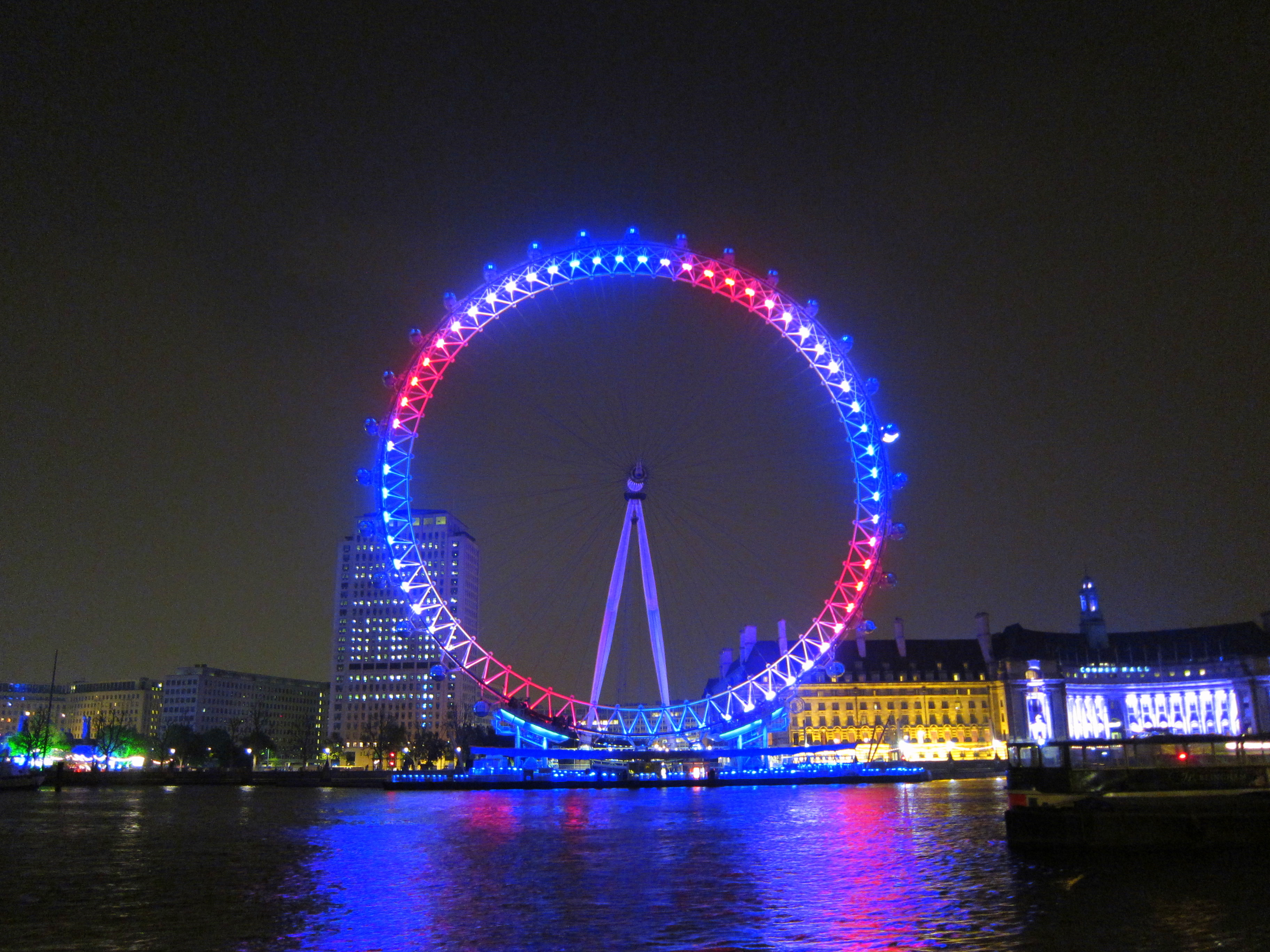
Accesa con i colori della Union Flag, 29 aprile 2011, in occasione del matrimonio del Principe William con Catherine Middleton.
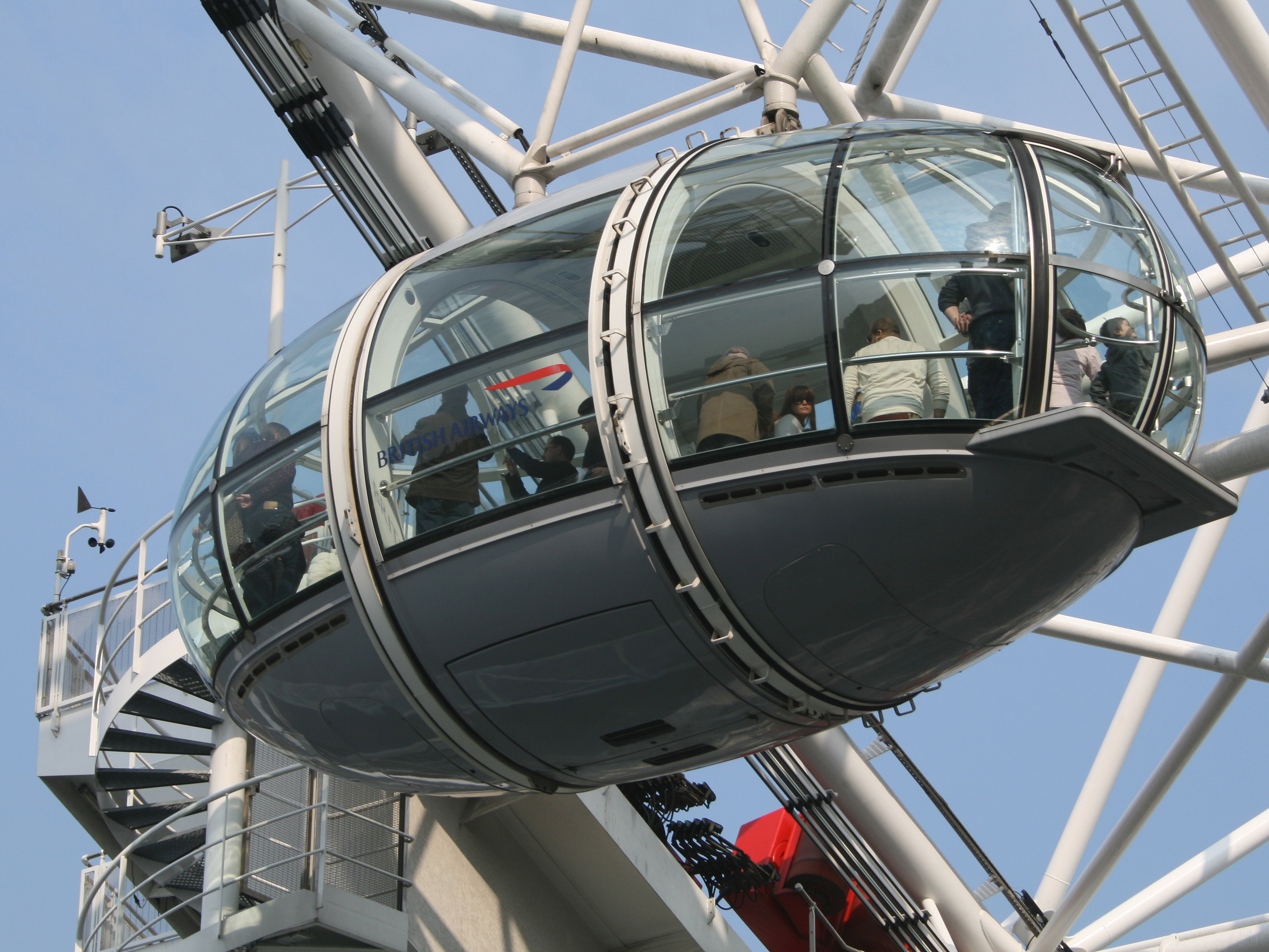
Una delle 32 capsule ovoidali vista dall'esterno; ognuna pesa 25 tonnellate e può portare 25 persone.
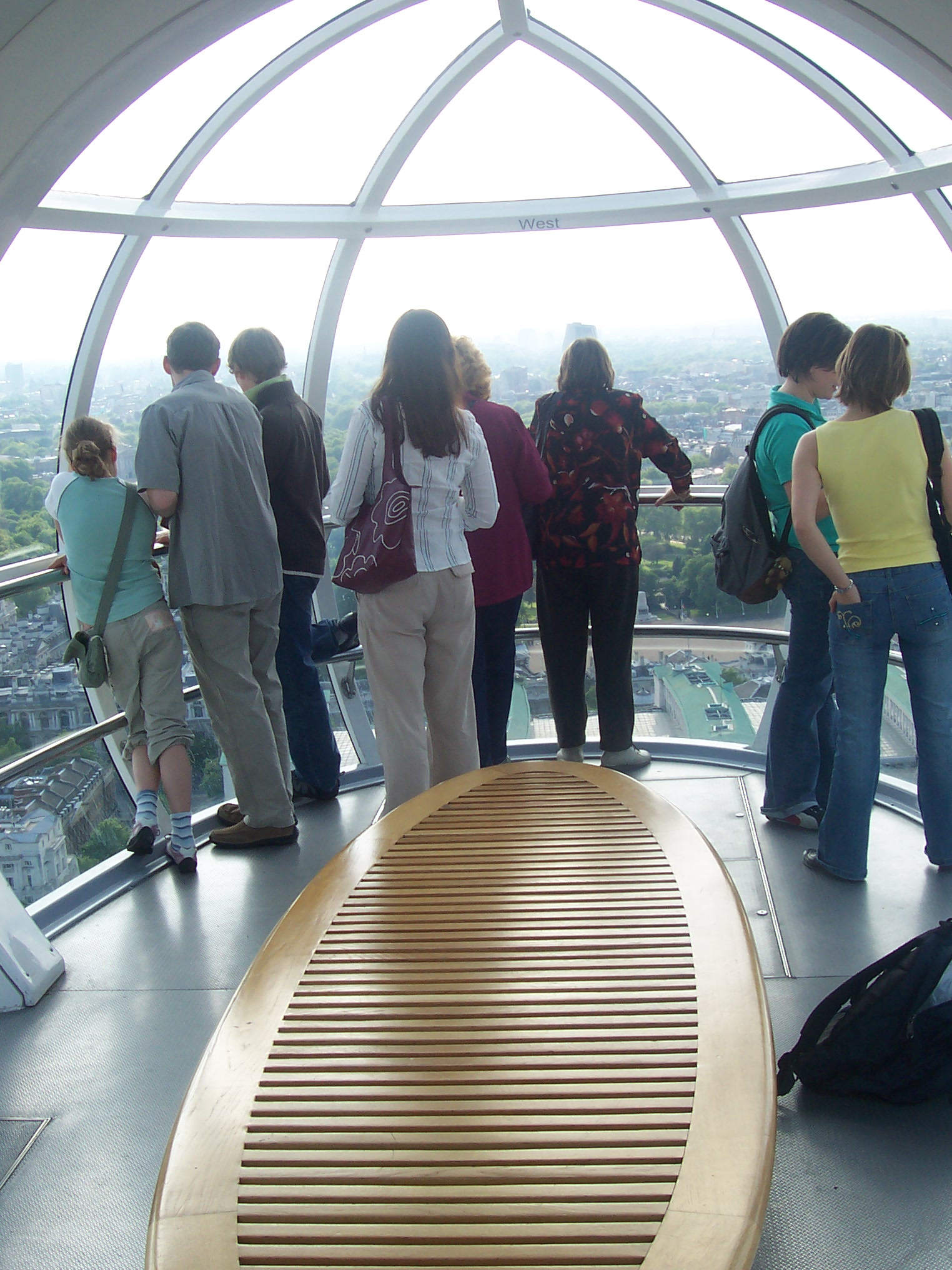
Una delle capsule vista dall'interno.

## Predecessore

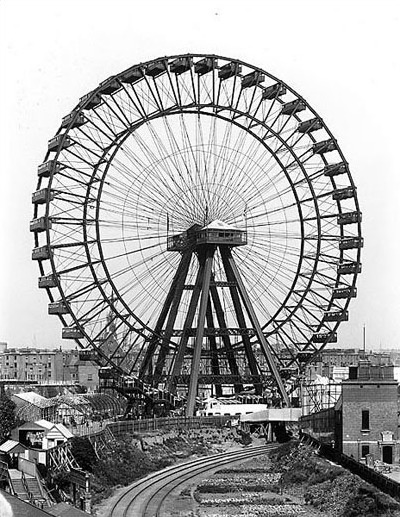
La Great Wheel, predecessore dell'Eye

Il London Eye ha avuto un predecessore chiamato Great Wheel of London (Grande Ruota di Londra). Con una capacità di 1200 passeggeri, venne costruito nel 1895 nell'Earl's Court e chiuso nel 1906 dopo un guasto che intrappolò 74 persone per quattro ore e mezza.